# Sint-Gertrudiskerk (Heerle)

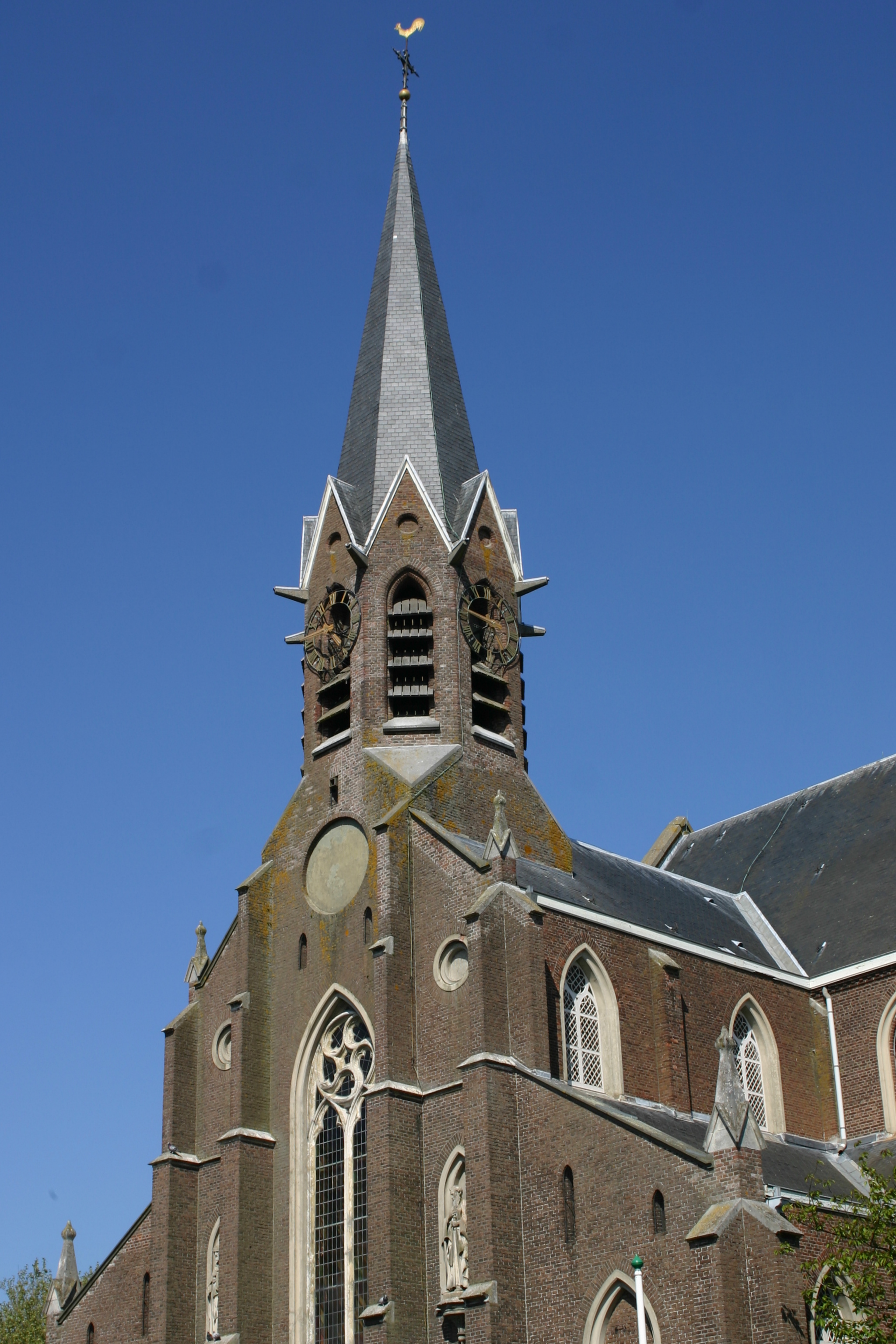
Sint-Gertrudiskerk

De Sint-Gertrudiskerk is de voormalige parochiekerk van Heerle. Ze bevindt zich aan de Herelsestraat 100. 

## Geschiedenis
Heerle behoorde aanvankelijk tot de parochie Bergen op Zoom, maar in 1307 kreeg men toestemming van het Prinsbisdom Luik om een doopkapel (quarta capella) te installeren en uiteindelijk een zelfstandige parochie te worden. Het patronaatsrecht was tot 1648 in handen van het kapittel van de Sint-Gertrudiskerk te Bergen op Zoom. De parochie ondervond nogal wat moeilijkheden in de tijd voorafgaand aan de reformatie. In 1648 kwam de kerk aan de protestanten om pas in 1800 weer aan de katholieken te worden teruggegeven. In de tussentijd had men soms de beschikking over een eigen schuurkerk, maar meestal behartigde de parochie in Wouw de belangen van de gelovigen. Heerle had de status van statie. Pas in 1833 werd Heerle weer een zelfstandige parochie.
In deze parochie werd een devotie tot de Heilige Gertrudis in stand gehouden: Op 17 maart kon men speciaal gewijd zand halen, dat men thuis op de boerderij uitstrooide en dat gezien werd als een probaat middel tegen ratten en muizen. 
In 1861 werd de oude 14e-eeuwse parochiekerk gesloopt en vervangen door een driebeukige neogotische kerk. Architect was J. van Mansfeld. In 1895 werd het interieur van de kerk gepolychromeerd door G. Deumens. De diverse schilderingen werden later weer verwijderd. Een belangrijke uitbreiding volgde in 1924, toen het oude koor buiten gebruik werd gesteld en dwars op het oude schip een nieuw schip in neogotische stijl en een koor in expressionistische stijl werden aangebracht door Dom Bellot.
De kerk werd in 1944 door oorlogsgeweld zwaar beschadigd om daarna weer hersteld te worden. Het oude koor werd in 1957 afgebroken.

## Huidige functie
De laatste eucharistieviering werd gehouden in mei 2012. Het gebouw is daarna verbouwd tot dorpscentrum.